# Woodinville
Woodinville és una població dels Estats Units a l'estat de Washington. Segons el cens del 2000 tenia 9.194 habitants.

## Demografia
Segons el cens del 2000, Woodinville tenia 9.194 habitants, 3.512 habitatges, i 2.412 famílies. La densitat de població era de 629,4 habitants per km².
Dels 3.512 habitatges en un 36,9% hi vivien nens de menys de 18 anys, en un 57,5% hi vivien parelles casades, en un 7,7% dones solteres, i en un 31,3% no eren unitats familiars. En el 25,6% dels habitatges hi vivien persones soles el 8,6% de les quals corresponia a persones de 65 anys o més que vivien soles. El nombre mitjà de persones vivint en cada habitatge era de 2,61 i el nombre mitjà de persones que vivien en cada família era de 3,15.
Per edats la població es repartia de la següent manera: un 26,6% tenia menys de 18 anys, un 8,1% entre 18 i 24, un 32,5% entre 25 i 44, un 24,1% de 45 a 60 i un 8,7% 65 anys o més.
L'edat mediana era de 36 anys. Per cada 100 dones de 18 o més anys hi havia 95,2 homes.
La renda mediana per habitatge era de 68.114 $ i la renda mediana per família de 81.251 $. Els homes tenien una renda mediana de 53.214 $ mentre que les dones 35.404 $. La renda per capita de la població era de 31.458 $. Aproximadament el 2,7% de les famílies i el 4,4% de la població estaven per davall del llindar de pobresa.

## Poblacions més properes
El següent diagrama mostra les poblacions més properes.